# Volksabstimmungen in der Schweiz 1924
Dieser Artikel bietet eine Übersicht der Volksabstimmungen in der Schweiz im Jahr 1924.
In der Schweiz fand auf Bundesebene eine Volksabstimmung statt, im Rahmen eines Urnengangs am 17. Februar. Dabei handelte es sich um ein fakultatives Referendum.

## Abstimmung am 17. Februar 1924

### Ergebnis
| Nr. | Vorlage                                                                                             | Art | Stimm- berechtigte | Abgegebene Stimmen | Beteiligung | Gültige Stimmen | Ja      | Nein    | Ja-Anteil | Nein-Anteil | Stände | Ergebnis |
| --- | --------------------------------------------------------------------------------------------------- | --- | ------------------ | ------------------ | ----------- | --------------- | ------- | ------- | --------- | ----------- | ------ | -------- |
| 98  | Bundesgesetz betreffend Abänderung von Art. 41 des Fabrikgesetzes vom 18. Juni 1914 / 27. Juni 1919 | FR  | 995'663            | 766'505            | 76,98 %     | 756'848         | 320'668 | 436'180 | 42,37 %   | 57,63 %     | –      | nein     |

### Änderung des Fabrikgesetzes
Das Fabrikgesetz von 1877 hatte eine maximale Tagesarbeitszeit von elf Stunden festlegt. Diese wurde 1914 auf zehn Stunden und 1919 auf acht Stunden (also eine 48-Stunden-Woche) reduziert. Verbände und bürgerliche Politiker forderten angesichts der angespannten wirtschaftlichen Lage eine Erhöhung der maximalen Arbeitszeit, um die Produktionskosten zu senken und damit die Konkurrenzfähigkeit zu steigern. Der Bundesrat schlug vor, die Wochenarbeitszeit in Krisenzeiten auf maximal 54 Stunden erhöhen zu dürfen (bei einer maximalen Arbeitszeit von 10 Stunden pro Tag). Das Parlament nahm die Änderung an, befristete sie aber auf drei Jahre. Gegen diesen Beschluss ergriffen SP und Gewerkschaften mit Erfolg das Referendum. Die Befürworter der Gesetzesänderung waren der Meinung, zu kurze Arbeitszeiten seien die Ursache für die mangelnde Konkurrenzfähigkeit der Schweizer Industrie und somit auch für die hohe Arbeitslosigkeit. Im Falle eines Neins prophezeiten sie die Abwanderung der Industrie in billigere Länder. Die Schweiz müsse ihren Standortnachteil der Rohstoffknappheit durch besondere Tüchtigkeit und eine bessere Auslastung ihrer Anlagen und Maschinen wettmachen. Die Gegner wiesen diese Argumente entschieden zurück. Der Achtstundentag sei eine soziale Errungenschaft und die bestehende Gesetzgebung erlaube bereits befristete Arbeitszeitverlängerungen mit behördlicher Genehmigung. Das Gesetz wurde von den Stimmberechtigten deutlich verworfen, besonders in stark industrialisierten Kantonen.

Abstimmungsplakat von Robert Stöcklin
Abstimmungsplakat von Florentin Moll
Abstimmungsplakat von Jules Courvoisier